# Г'юго Вівінг
Г'юґо Воллес Вівінґ (англ. Hugo Wallace Weaving; 4 квітня 1960, Ібадан, Нігерія) — англо-австралійський актор кіно та театру, актор озвучування. Найбільш відомий широкому загалу в ролях агента Сміта у фільмі «Матриця» та його сиквелах («Матриця: Перезавантаження», «Матриця: Революція»), а також ролі Елронда у кінотрилогії «Володар перснів» та Вільяма Руквуда («V») у фільмі «V означає Вендетта».

## Біографія
Г'юґо Вівінґ народився в Нігерії, в Університетській клінічній лікарні (англ. University Teaching Hospital) Ібадана в сім'ї англійських батьків — Анн (англ. Anne), туристичного гіда та колишньої учительки, та Воллеса Вівінґа (англ. Wallace Weaving), сейсмолога. Через рік після народження Г'юґо, сім'я повернулася до Англії, де жила у Бредфорді і Брайтоні. Потім вони переїхали у Мельбурн та Сідней (Австралія), Йоганнесбург (ПАР), а потім знову повернулася до Англії.
Перебуваючи в Англії, Г'юґо Вівінґ відвідував незалежну школу-інтернат Queen Elizabeth's Hospital. Його сім'я повернулася в Австралію 1976 року, де він ходив до ще однієї приватної школи Sydney's Knox Grammar School. 1981 року Г'юґо Вівінґ закінчив Австралійський національний інститут драматичного мистецтва (англ. Australia's National Institute of Dramatic Art).

### Кар'єра
Г'юґо Вівінґ свою першу роль зіграв 1984 року. Це була роль Дагласа Джардіна (англ. Douglas Jardine), англійця, капітана команди крикету у серіалі Лінія тіла (англ. Bodyline) на австралійському телебаченні. Також Вівінґ 1988 року зіграв роль Джефрі Чемберза (англ. Geoffrey Chambers) в австралійському телефільмі «Дада мертвий». 1989 року разом із Ніколь Кідман зіграв у серіалі «Бангкок Гілтон».
1991 року Г'юґо Вівінґ отримав нагороду Найкращий актор Австралійського Інституту Фільмів (англ. Australian Film Institute's "Best Actor") за роль у малобюджетному фільмі Доказ, де він зіграв роль сліпого фотографа Мартіна. 1993 року зіграв роль сера Джона (англ. Sir John) у серйозній комедії Reckless Kelly, що була злою сатирою на австралійського злочинця Неда Келлі (англ. Ned Kelly).
Міжнародне визнання отримав, коли на екрани вийшов фільм Пригоди Прісцилли, королеви пустелі 1994 року та сімейний фільм Бейб: Чотириногий малюк 1995 року, де він озвучував роль Рекса (англ. Rex), вівчарки та лідера ферми. 1998 року отримав нагороду «Найкращий актор» Монреальського кінофестивалю за роль у фільмі Інтерв'ю. Також того року брав участь в озвученні мультфільму Чарівний пудинг.
Ще більшу міжнародну славу здобув 1999 року, зігравши роль загадкового агента Сміта у фільмі Матриця та завдяки сиквелам цього фільму, які вийшли 2003 року: Матриця: Перезавантаження та Матриця: Революція. Зігравши роль Елронда в екранізації роману «Володар перснів» Дж. Р. Р. Толкіна, Г'юґо Вівінґ отримав значну увагу до своєї особистості як актора.

### Особисте життя
|                | Я люблю працювати в Австралії. Загалом, бюджети менші, команди менші і загалом ти працюєш у швидкому темпі. Це дає тобі енергію. В кінці дня, попрацювавши багато, ти не відчуваєш втоми. З великими командами ти багато сидиш. Це дійсно висмоктує з тебе усі соки |
| — Г'юґо Вівінґ | |

Г'юґо Вівінґ живе у Сиднеї разом із своєю партнеркою Кетріною Грінвуд (англ. Katrina Greenwood) та двома дітьми: сином Гаррі (англ. Harry, 1989 (36 років)) та донькою Голлі (англ. Holly, 1993 (32 роки)). У нього є старший брат  — Саймон Вівінґ (англ. Simon Weaving, консультант) та сестра Анна Джейн (англ. Anna Jane).

## Фільмографія
|                | Однію з перших речей, завдяки яким я захотів стати актором, було слухання «Ромео і Джульєтти» Прокоф'єва. Я був надзвичайно зворушений. Мені було близько дев'яти років, коли я пішов на балет. Це те, що змусило мене зацікавитись Шекспіром |
| — Г'юґо Вівінґ | |

.
| Рік  |     | Українська назва                      | Оригінальна назва                                                                  | Роль |
| ---- | --- | ------------------------------------- | ---------------------------------------------------------------------------------- | --- |
| 2022 | ф   | Термін дії закінчився                 | Expired                                                                            | Бергман |
| 2018 | ф   | Смертні машини                        | Mortal Engines                                                                     | Таддеус Валентайн (Thaddeus Valentine) |
| 2018 | с   | Патрік Мелроуз                        | Patrick Melrose                                                                    | Девід Мелроуз (David Melrose), 5 епізодів |
| 2018 | ф   | Великий голод 1847                    | Black '47                                                                          | Ханна (Hannah) |
| 2017 | кф  | Ми всі помремо                        | We're All Going to Die                                                             | Смерть (Death), голос |
| 2017 | с   | Сім типів двозначності                | Seven Types of Ambiguity                                                           | Алекс Клима (Alex Klima), 5 епізодів |
| 2017 | ф   | Джаспер Джонс                         | Jasper Jones                                                                       | Божевільний Джек Ліонель (Mad Jack Lionel) |
| 2016 | ф   | З міркувань совісті                   | Hacksaw Ridge                                                                      | Том Досс (Tom Doss) |
| 2015 | ф   | Кравчиня                              | The Dressmaker                                                                     | сержант Фаррат (Sergeant Farrat) |
| 2015 | с   | Ніч мистецтв                          | Artsnight                                                                          | Співробітник (Contributor), 1 епізод |
| 2015 | ф   | Чужа земля                            | Strangerland                                                                       | Девід Рей (David Rae) |
| 2014 | ф   | Хоббіт: Битва п'яти воїнств           | The Hobbit: The Battle of the Five Armies                                          | Елронд (Elrond) |
| 2014 | кф  | Менні отримує цензуру                 | Manny Gets Censored                                                                | Оповідач (голос) |
| 2014 | ф   | Зцілення                              | Healing                                                                            | Метт Перрі (Matt Perry) |
| 2014 | ф   | Мул                                   | The Mule                                                                           | Детектив Том Крофт (Det. Tom Croft) |
| 2013 | ф   | Перетворення                          | The Turning                                                                        | Боб Ленг (Bob Lang), розділ «Доручення» |
| 2013 | ф   | Містичний шлях                        | Mystery Road                                                                       | Джонно (Johnno) |
| 2012 | ф   | Хоббіт: Несподівана подорож           | The Hobbit: An Unexpected Journey                                                  | Елронд (Elrond) |
| 2012 | ф   | Хмарний атлас                         | Cloud Atlas                                                                        | Гаскель Мур (Haskell Moore) Тадеуш Кессельрінг (Tadeusz Kesselring) Білл Смоук (Bill Smoke) медсестра Ноукс (Nurse Noakes) радник Мефі (Boardman Mephi) Старий Георгій (Old Georgie) |
| 2011 | мф  | Веселі ніжки 2                        | Happy Feet Two                                                                     | Пінгвін Ноа (Noah The Elder), голос |
| 2011 | ф   | Капітан Америка: Перший месник        | Captain America: The First Avenger                                                 | Йоган Шмідт / Червоний Череп (Johann Schmidt / Red Skull) |
| 2011 | ф   | Трансформери: Темний бік Місяця       | Transformers 3: Dark of the Moon                                                   | Меґатрон (Megatron), голос |
| 2011 | ф   | Ключник                               | The Key Man                                                                        | Вінсент (Vincent) |
| 2010 | тф  | Я, Спрай                              | I, Spry                                                                            | Оповідач (голос) |
| 2010 | с   | Рейк                                  | Rake                                                                               | Викладач Грем Мюррей (Professor Graham Murray), 1 епізод |
| 2010 | ф   | Сонце й апельсини                     | Oranges and Sunshine                                                               | Джек (Jack) |
| 2010 | ф   | Легенди нічної варти                  | Legend of the Guardians: The Owls of Ga'Hoole                                      | Ноктус / Грімбл (Noctus / Grimble), голоса |
| 2010 | ф   | Людина-вовк                           | The Wolfman                                                                        | Аберлайн (Aberline) |
| 2009 | ф   | Трансформери: Помста полеглих         | Transformers: Revenge of the Fallen                                                | Меґатрон (Megatron), голос |
| 2009 | ф   | Остання поїздка                       | Last Ride                                                                          | Кев (Kev) |
| 2009 | вг  | The Lord of the Rings: Conquest       | The Lord of the Rings: Conquest                                                    | Елронд (Elrond), голос |
| 2008 | ф   | Ніжний крюк                           | The Tender Hook                                                                    | Макгіт (McHeath) |
| 2007 | ф   | Трансформери                          | Transformers                                                                       | Меґатрон (Megatron), голос |
| 2007 | кф  | Роза Ба-зіз                           | The Rose of Ba Ziz                                                                 | Оповідач (голос) |
| 2007 | кф  | Дівчина, яка ковтала бджіл            | The Girl Who Swallowed Bees                                                        | Оповідач (голос) |
| 2006 | вг  |                                       | The Lord of the Rings: The Battle for Middle-earth II — The Rise of the Witch-king | Елронд (Elrond), голос |
| 2006 | мф  | Веселі ніжки                          | Happy Feet                                                                         | Пінгвін Ноа (Noah The Elder), голос |
| 2006 | док | Хто вбив доктора Богла і пані Чендлер | Who Killed Dr Bogle and Mrs Chandler                                               | Оповідач |
| 2006 | вг  |                                       | The Lord of the Rings: The Battle for Middle-Earth II                              | Елронд (Elrond), голос |
| 2005 | ф   | V означає Вендетта                    | V for Vendetta                                                                     | V / Вільям Руквуд (V / William Rookwood) |
| 2005 | ф   | Маленька рибка                        | Little Fish                                                                        | Ліонель Доусон (Lionel Dawson) |
| 2004 | ф   | Персики                               | Peaches                                                                            | Ален (Alan) |
| 2004 | кф  | Усе йде                               | Everything Goes                                                                    | Рей (Ray) |
| 2003 | ф   | Володар перснів: Повернення короля    | The Lord of the Rings: The Return of the King                                      | Елронд (Elrond) |
| 2003 | ф   | Матриця: Революція                    | The Matrix Revolutions                                                             | Агент Сміт (Agent Smith) |
| 2003 | тф  | Після потопу                          | After the Deluge                                                                   | Марті Кірбі (Martin 'Marty' Kirby) |
| 2003 | вг  |                                       | Enter the Matrix                                                                   | Агент Сміт (Agent Smith), голос |
| 2003 | ф   | Матриця: Перезавантаження             | The Matrix Reloaded                                                                | Агент Сміт (Agent Smith) |
| 2003 | ф   |                                       | Horseplay                                                                          | Оповідач (голос) |
| 2002 | ф   | Володар перснів: Дві вежі             | The Lord of the Rings: The Two Towers                                              | Елронд (Elrond) |
| 2001 | ф   | Володар перснів: Братерство персня    | The Lord of the Rings: The Fellowship of the Ring                                  | Елронд (Elrond) |
| 2001 | ф   | Російська лялька                      | Russian Doll                                                                       | Гарві (Harvey) |
| 2001 | ф   | Старий, який читав історії любові     | The Old Man Who Read Love Stories                                                  | Рубікондо (Rubicondo (Dentist)) |
| 2000 | мф  | Чарівний пудинг                       | The Magic Pudding                                                                  | Білл Барнекл (Bill Barnacle), голос |
| 1999 | ф   | Дивна планета                         | Strange Planet                                                                     | Стівен (Steven) |
| 1999 | кф  | Загублена маленька луна               | Little Echo Lost                                                                   | Людина-луна (Echo Man) |
| 1999 | ф   | Матриця                               | The Matrix                                                                         | Агент Сміт (Agent Smith) |
| 1999 | ф   | Справжні кольори                      | True Colours                                                                       | Ед Кервен (Ed Kirwan) |
| 1998 | ф   | Бейб: Поросятко у місті               | Babe: Pig in the City                                                              | Вівчарка Рекс (голос) |
| 1998 | ф   | Спальні та передпокої                 | Bedrooms and Hallways                                                              | Джеремі (Jeremy) |
| 1998 | ф   | Інтерв'ю                              | The Interview                                                                      | Едді Родні Флемінг (Eddie Rodney Fleming) |
| 1998 | с   | Галіфакс                              | Halifax f.p.                                                                       | Детектив сержант Том Геркос (Det. Sgt. Tom Hurkos), 1 епізод |
| 1998 | кф  | Поцілунок                             | The Kiss                                                                           | Френк (Frank) |
| 1997 | с   | Американський фронтир                 | Frontier                                                                           | Губернатор Артур (Governor Arthur) |
| 1997 | ф   | Істинне кохання та хаос               | True Love and Chaos                                                                | Морріс (Morris) |
| 1996 | с   | Укус                                  | The Bite                                                                           | Джек Шеннон (Jack Shannon) |
| 1996 | с   | Голі: історії чоловіків               | Naked: Stories of Men                                                              | Мартін Ферлонг (Martin Furlong) 1 епізод |
| 1995 | с   | Бордертаун                            | Bordertown                                                                         | Кеннет Пірсон (Kenneth Pearson), 10 епізодів |
| 1995 | кф  | Що відбувається, Френку?              | What's Going On, Frank?                                                            | Дивний пакувальник у супермаркеті (Strange Packer in Supermarket) |
| 1995 | ф   | Бейб                                  | Babe                                                                               | Вівчарка Рекс (голос) |
| 1994 | ф   | Вигнання                              | Exile                                                                              | Айнс (Innes) |
| 1994 | ф   | Пригоди Прісцилли, королеви пустелі   | The Adventures of Priscilla, Queen of the Desert                                   | Тік/Мітці (Tick/Mitzi) |
| 1993 | ф   | Зберігач                              | The Custodian                                                                      | Det. Church |
| 1993 | ф   | Шахрайство                            | Frauds                                                                             | Джонатан (Jonathan) |
| 1993 | ф   | Нерозумна Келлі                       | Reckless Kelly                                                                     | Сер Джон (Sir John) |
| 1993 | с   | Сім смертних гріхів                   | Seven Deadly Sins                                                                  | 1 епізод |
| 1992 | кф  | Шлях до Еліс                          | Road to Alice                                                                      | Луїс (Louis) |
| 1991 | ф   | Доказ                                 | Proof                                                                              | Мартін (Martin) |
| 1990 | ф   | Венді розколола горіх                 | Wendy Cracked a Walnut                                                             | Джейк (Jake) |
| 1989 | с   | Бангкок Гілтон                        | Bangkok Hilton                                                                     | Річард Карлайл (Richard Carlisle), 3 епізоди |
| 1988 | с   | Видатні виступи                       | Great Performances                                                                 | Чарльз Армстронґ (Charles Armstrong), 1 епізод |
| 1988 | тф  | Дада мертвий                          | Dadah Is Death                                                                     | Джефрі Чемберз (Geoffrey Chambers) |
| 1988 | с   | Династія Дертвотер                    | The Dirtwater Dynasty                                                              | Richard Eastwick 5 епізодів |
| 1987 | ф   | Правша                                | The Right Hand Man                                                                 | Нед Дівайн (Ned Devine) |
| 1986 | ф   | Лише заради кохання                   | For Love Alone                                                                     | Джонатан Кроу (Jonathan Crow) |
| 1986 | ф   | Небесні пірати                        | Sky Pirates                                                                        | Таг (Thug) |
| 1984 | с   | Лінія тіла                            | Bodyline                                                                           | Даглас Джардін (Douglas Jardine), 7 епізодів |
| 1983 | в   | Край міста                            | The City's Edge                                                                    | Енді Вайт (Andy White) |
| 1981 | ф   | …Можливо цього разу                   | ...Maybe This Time                                                                 | Студент (Student 2) |

### Номінації і нагороди
| Рік  | Фільм                                                                                        | Роль                                                                                 | Нагорода                                     | Категорія                             | Результат |
| ---- | -------------------------------------------------------------------------------------------- | ------------------------------------------------------------------------------------ | -------------------------------------------- | ------------------------------------- | --------- |
| 1991 | Доказ (англ. Proof)                                                                          | Мартін (англ. Martin)                                                                | AACTA Award                                  | Найкращий головний герой              | Перемога  |
| 1994 | Пригоди Прісцилли, королеви пустелі (англ. The Adventures of Priscilla, Queen of the Desert) | Антоні «Тік» Белроуз / Мітці Дель Бра (англ. Anthony "Tick" Belrose / Mitzi Del Bra) | AACTA Award                                  | Найкращий головний герой              | Номінація |
| 1998 | Інтерв'ю (англ. The Interview)                                                               | Едді Родні Сміт (англ. Eddie Rodney Fleming)                                         | AACTA Award for Best Actor in a Leading Role | Найкращий головний актор              | Перемога  |
| 1998 | Інтерв'ю (англ. The Interview)                                                               | Едді Родні Сміт (англ. Eddie Rodney Fleming)                                         | Montreal World Film Festival Award           | Найкращий актор                       | Перемога  |
| 1998 | Інтерв'ю (англ. The Interview)                                                               | Едді Родні Сміт (англ. Eddie Rodney Fleming)                                         | FCCA Award                                   | Найкращий актор другого плану         | Номінація |
| 1999 | Матриця (англ. The Matrix)                                                                   | Агент Сміт (англ. Agent Smith)                                                       | Blockbuster Entertainment Award              | Улюблений лиходій                     | Номінація |
| 1999 | Матриця (англ. The Matrix)                                                                   | Агент Сміт (англ. Agent Smith)                                                       | MTV Movie Award                              | Найкращий лиходій                     | Номінація |
| 1999 | Матриця (англ. The Matrix)                                                                   | Агент Сміт (англ. Agent Smith)                                                       | Saturn Award                                 | Найкращий актор другого плану         | Номінація |
| 2001 | Володар перснів: Братерство персня (англ. The Lord of the Rings: The Fellowship of the Ring) | Елронд (англ. Elrond)                                                                | Screen Actors Guild Award                    | Видатне виконання ролі у фільмі       | Номінація |
| 2001 | Старець, який читає любовні історії (англ. The Old Man Who Read Love Stories)                | Рубікондо (стоматолог) (англ. Rubicondo (Dentist))                                   | AACTA Award                                  | Найкращий головний герой              | Номінація |
| 2001 | Старець, який читає любовні історії (англ. The Old Man Who Read Love Stories)                | Рубікондо (стоматолог) (англ. Rubicondo (Dentist))                                   | FCCA Award                                   | Найкращий актор другого плану         | Номінація |
| 2002 | Володар перснів: Дві вежі (англ. The Lord of the Rings: The Two Towers)                      | Елронд (англ. Elrond)                                                                | Screen Actors Guild Award                    | Видатне виконання ролі у фільмі       | Номінація |
| 2003 | Матриця: Революція (англ. The Matrix Revolutions)                                            | Агент Сміт (англ. Agent Smith)                                                       | MTV Movie Award                              | Найкраща бійка (разом з Кіану Рівзом) | Номінація |
| 2003 | Володар перснів: Повернення короля (англ. The Lord of the Rings: The Return of the King)     | Елронд (англ. Elrond)                                                                | Broadcast Film Critics Association Award     | Найкраща роль                         | Перемога  |
| 2003 | Володар перснів: Повернення короля (англ. The Lord of the Rings: The Return of the King)     | Елронд (англ. Elrond)                                                                | National Board of Review Award               | Найкраща роль                         | Перемога  |
| 2003 | Володар перснів: Повернення короля (англ. The Lord of the Rings: The Return of the King)     | Елронд (англ. Elrond)                                                                | Screen Actors Guild Award                    | Видатне виконання ролі у фільмі       | Перемога  |
| 2005 | Мала риба (англ. Little Fish)                                                                | Ліонель Доусон (англ. Lionel Dawson)                                                 | FCCA Award                                   | Найкращий актор другого плану         | Перемога  |
| 2005 | Мала риба (англ. Little Fish)                                                                | Ліонель Доусон (англ. Lionel Dawson)                                                 | AACTA Award                                  | Найкращий головний актор              | Перемога  |
| 2005 | Мала риба (англ. Little Fish)                                                                | Ліонель Доусон (англ. Lionel Dawson)                                                 | Inside Film Award                            | Найкращий головний актор              | Перемога  |
| 2006 | V означає Вендетта (англ. V for Vendetta)                                                    | V / Вільям Руквуд (англ. V / William Rookwood)                                       | International Award                          | Найкращий актор                       | Номінація |
| 2009 | Остання поїздка (англ. Last Ride)                                                            | Кев (англ. Kev)                                                                      | AACTA Award                                  | Найкращий головний герой              | Номінація |
| 2010 | Сонце й апельсини (англ. Oranges and Sunshine)                                               | Джек (англ. Jack)                                                                    | Satellite Award                              | Найкращий актор другого плану         | Номінація |
| 2010 | Сонце й апельсини (англ. Oranges and Sunshine)                                               | Джек (англ. Jack)                                                                    | AACTA Award                                  | Найкращий актор другого плану         | Номінація |
| 2011 | Капітан Америка: перший месник (англ. Captain America: The First Avenger)                    | Йоган Шмідт / Червоний Череп (англ. Red Skull / Johann Schmidt)                      | Scream Award                                 | Найкращий лиходій                     | Номінація |